# Джухай
Джухай (китайски: 珠海; пинин: Zhūhǎi; буквално „Перлено море“) е град на префектурно ниво на южния бряг на Гуандон провинцията в Китай. Намиращ се на делтата на Перлената река, Джухай граничи с Дзенмен на северозапад, Джуншан на север и Макау на юг. Джухай е един от оригиналните Специални икономически зони, установени през 80-те години на 20 век. Населението на целия административен район, който включва и града е 1 562 530 жители (2010 г.).